# 뷰티풀 선데이 (영화)
《뷰티풀 선데이》는 2007년 3월 29일에 개봉한 대한민국의 영화이다.

## 캐스팅
- 박용우 : 강형사 역
- 남궁민 : 민우 역
- 왕지혜 : 수연 역
- 이기영 : 이기철 역
- 김동하 : 조상태 역
- 김응수 : 강력반장 역
- 오정세 : 유창원 역
- 박선웅 : 김현석 역
- 박병은 : 민 형사 역
- 전진기 : 이 형사 역
- 이국호 : 조 형사 역
- 김광식 : 안 형사 역
- 최보광 : 미진 역
- 정기섭 : 감찰반 형사 1 역
- 유하복 : 감찰반 형사 2 역
- 이갑선 : 기철 부하 1 역
- 현태경 : 여자 1 역
- 정원조 : 수연 남자친구 역
- 홍재성 : 경찰관 역
- 이주환 : 창원 똘마니 1 역
- 조경숙 : 고시촌 아줌마 역
- 이재구 : 의사 역
- 정애화 : 야쿠르트 아줌마 역
- 김병옥 : 석재 역 (특별출연)
- 이재훈 : 용준 역 (특별출연)
- 진광교 : 엔딩 결혼식 장면의 주례 신부 역 (특별출연)